# Minkuotang
Minkuotang o Partito Repubblicano è un partito politico della Repubblica di Cina (Taiwan). Il partito è stato fondato il 13 marzo 2015 dall'ex rappresentante legislativo del KMT Hsu Hsin-ying e con l'assemblea fondatrice il 18 marzo 2015.

## Bandiera ed emblema del partito
La bandiera del partito del MKT è costituita dall'emblema nazionale della Repubblica di Cina al centro con uno sfondo d'oro, che rappresenta lo scopo del partito di rilanciare e rendere ricco il paese. La bandiera era controversa per il suo uso dell'emblema nazionale, ma fu poi approvata dal Ministero dell'interno.

## Controversie
Poco dopo la sua fondazione nel 2015, il partito è stato accusato del fatto che il MKT è stato finanziato per cause religiose, dopo che è stato rivelato che la figura religiosa prominente Chan Master Wujue Miaotian stava sostenendo il partito per le elezioni generali del 2016. Tuttavia, il presidente del partito Hsu Hsin-ying ha negato tali accuse, affermando che il partito "appartiene al popolo".

## Storia elettorale
Il Presidente del partito Hsu Hsin-ying cambiò le affiliazioni del partito dal KMT al MKT a metà strada attraverso il suo termine come legislatore della contea di Hsinchu. Lei ha esordito per la rielezione nelle elezioni legislative del 2016, ma abbandonò le presidenziali quando il presidente del PPG James Soong la scelse per essere il suo Vicepresidente candidato. Il MKT ha dato quattro candidati totali alle elezioni legislative del 2016 e non è riuscito a vincere un posto.

## Presidenti
- Hsu Hsin-ying (13 marzo 2015 – 2019)